# Les rangers défient les karatékas
Pour plus de détails, voir Fiche technique et Distribution.
Les rangers défient les karatékas (Tutti per uno… botte per tutti) est un western ouest-germano-hispano-italien de Bruno Corbucci sorti en 1973.
Il s'agit d'un western parodique inspiré du roman Les Trois Mousquetaires d'Alexandre Dumas. Le film a été décrit comme « l'un des westerns spaghettis les plus fous jamais réalisés » et « un grand cirque comique démesuré du début à la fin ».

## Synopsis
Près de la frontière mexicaine, à la fin du XIXe siècle, le jeune Dart s'engage dans les rangers du Texas. Avec ses collègues McAthos, Portland et Aramirez, il garde la frontière américano-mexicaine et découvre que l'homme d'affaires LeDuc a obtenu illégalement des droits miniers lors de négociations avec le président mexicain Ortega. Les rangers parviennent à empêcher les sombres agissements de ce malfaiteur. Ils se retrouvent entre autres dans un village peuplé de Chinois pratiquant le karaté, rencontrent une troupe de cirque allemande et jouent aux cartes avec ruse. 

## Fiche technique
- Titre français : Les rangers défient les karatékas ou Tous pour un, coup pour tous[3]
- Titre original italien : Tutti per uno… botte per tutti[4]
- Titre espagnol : Todos para uno, golpes para todos
- Titre allemand : Alle für einen, Prügel für alle
- Réalisateur : Bruno Corbucci
- Scénario : Leonardo Martín, Bruno Corbucci, Tito Carpi (it), Peter Berling
- Photographie : Rafael Pacheco
- Montage : Vincenzo Tomassi (it)
- Musique : Carlo Rustichelli
- Décors : Emilio Ruiz Del Rio
- Costumes : Luciana Marinucci
- Production : Edmondo Amati, Maurizio Amati, Dieter Geissler
- Sociétés de production : Capitolina Produzioni Cinematografiche, Star Film, Dieter Geissler Filmproduktion
- Pays de production :  Italie,  Espagne,  Allemagne de l'Ouest
- Langue originale : italien
- Format : Couleur par Technicolor - 2,35:1 - Son mono - 35 mm
- Durée : 95 minutes
- Genre : Western parodique
- Dates de sortie :
  - Italie : 28 septembre 1973
  - Allemagne de l'Ouest : 9 août 1974
  - Espagne : 21 octobre 1974
  - France : 6 novembre 1974[3]

## Distribution
- Giancarlo Prete (sous le nom de « Timothy Brent ») : Dart Jr.
- Luigi Montefiori (sous le nom de « George Eastman ») : Mc Athos
- Cris Huerta : Portland
- Leo Anchóriz : Aramirez
- Karin Schubert : Alice, le médecin
- Eduardo Fajardo : Leduc
- Max Turilli : Baron Von Horn
- Vittorio Congia : le chef du village de Cheese Valley
- Pietro Tordi : le père de Dart
- José Canalejas : Mendoza
- Eleonora Giorgi : la petite amie de Dart
- Hsueh Han : Cin Ciao (non crédité)
- Peter Berling :
- Roberto Chiappa
- Bruno Boschetti
- Luigi Leoni
- Luigi Antonio Guerra
- Giuseppina Cozzi
- Lorenzo Ramirez